# Pogonillus subfasciatus
Pogonillus subfasciatus là một loài bọ cánh cứng trong họ Cerambycidae.